# 1,4-シクロヘキサンジオン
1,4-シクロヘキサンジオン（1,4-Cyclohexanedione）は、化学式C6H8O2で表される有機化合物。シクロヘキサンジオンの構造異性体の一つで、無色の固体である。有機合成化学原料や医薬中間体などとして用いられる。

## 合成
1,4-シクロヘキサンジオンはコハク酸ジエステルから二段階で合成される。例えば、塩基性の条件下でコハク酸ジエチルを凝縮すると、2,5-ジカルベトキシ-1,4-シクロヘキサンジオンが得られる。この中間体を加水分解および脱炭酸することにより、1,4-シクロヘキサンジオンを得ることができる。